# Gerd Schönfelder (Intendant)

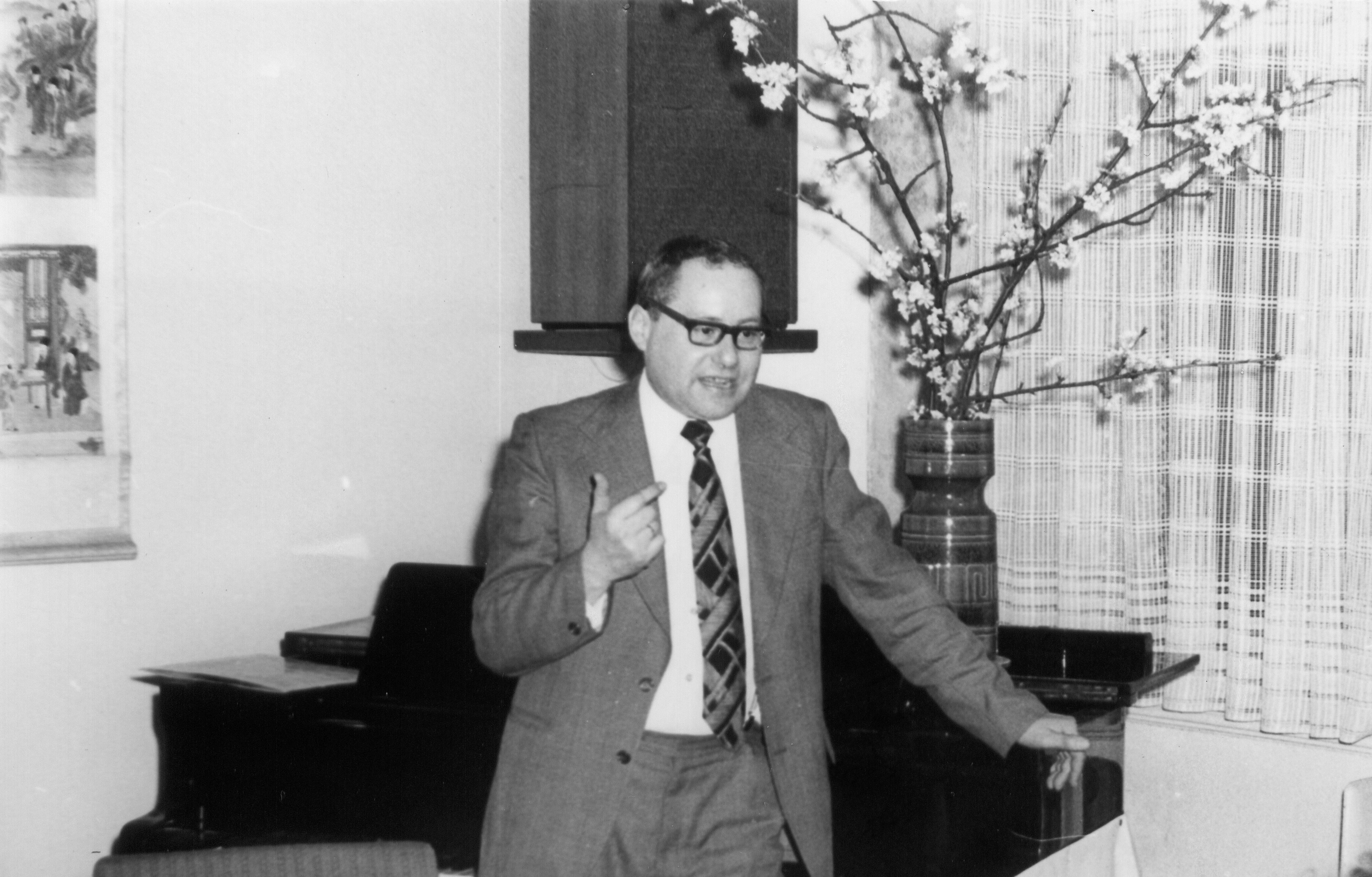
Gerd Schönfelder im Rossendorfer Klub 1976 in Dresden

Max Gerd Schönfelder (* 27. April 1936 in Köttewitz, Amtshauptmannschaft Pirna; † 12. Oktober 2000 in Dresden) war ein deutscher Musikwissenschaftler, Hochschullehrer und Theaterleiter. Er war 1980 bis 1984 Rektor der Musikhochschule Dresden sowie 1984 bis 1990 Intendant der Staatsoper Dresden.

## Leben
Schönfelder stammte aus dem Osterzgebirge und besuchte Schulen in Dohna und Pirna. Ab 1954 studierte er Dirigieren und Tonsatz am Konservatorium Dresden, Komposition bei Rudolf Wagner-Régeny und Klavier bei Grete Herwig an der Deutschen Hochschule für Musik Berlin und Musikwissenschaft und Hochchinesisch an der Humboldt-Universität Berlin. Von 1958 bis 1961 absolvierte er ein Zusatzstudium für Musikgeschichte an der Universität Peking in China.
Nach seiner Rückkehr in die DDR war er Oberassistent an den Universitäten in Berlin und Leipzig. 1969 promovierte er bei Walther Siegmund-Schultze an der Sektion Kulturwissenschaft und Germanistik der Karl-Marx-Universität Leipzig mit einer Arbeit über Die Peking-Oper "Yue mu ci zi" und ihre schlagrhythmische und formstrukturelle Gestalt. 1972 legte er die Promotion B (Thema: Untersuchungen zum Begriff des Neuen in der zeitgenössischen Musik: Ein Beitrag zur Bestimmung spezifischer inhaltlicher Erscheinungsformen nichtwortgebundener Musik des sozialistischen Realismus) an der Philosophischen Fakultät der Martin-Luther-Universität Halle-Wittenberg ab.
Danach wechselte er als Prorektor für Lehre und Forschung an die Hochschule für Musik Carl Maria von Weber Dresden, wo er Dozent, Professor und Leiter der Abteilung Musikwissenschaft wurde. Von 1980 bis 1984 war er als Nachfolger von Siegfried Köhler Rektor der Hochschule. Von 1984 bis 1990 war er Intendant der Staatsoper Dresden. In seine Amtszeit fiel 1985 die Wiedereröffnung der Semperoper. Außerdem war er bis zum Rücktritt 1989 Präsidiumsmitglied des Verbandes der Komponisten und Musikwissenschaftler der DDR.
Schönfelder wurde nach der Wende als IM „Hans Mai“ des Ministeriums für Staatssicherheit enttarnt. Seine Anwerbung erfolgte 1983.

## Auszeichnungen
- 1979: Banner der Arbeit Stufe III

## Publikationen (Auswahl)
- Die Musik der Peking-Oper. Deutscher Verlag für Musik, Leipzig 1972.
- Zu Theorie und Praxis der Musikkritik. Verlag Neue Musik, Berlin 1982.
- Meine Jahre mit der Semperoper: Geheimnisse um Elektra. Anekdoten und Geschichten. Hrsg. von Elke Therese Schönfelder und Otto Werner Förster, Taurus-Verlag, Leipzig 2002, ISBN 3-9807753-1-3.